# イナ・メンツァー
イナ・メンツァー（Ina Menzer、1980年11月10日 - ）は、カザフスタン・アトバサル出身のドイツの女子プロボクサーである。

## 来歴
ドイツに渡りアマチュアで活躍後、2004年にプロデビュー。
2005年9月10日、WIBFインターコンチネンタルフェザー級王座獲得。
10月22日、シルケ・ウィッケンマイヤーが持つWIBF世界同級王座に挑戦。3-0判定で王座奪取に成功。
9度防衛後の2008年3月8日、Sandy TsagourisとのWBC世界同級王座決定戦を判定で制し、10度目のWIBF王座防衛とともにWBC王座も吸収。
5月31日、ステイシー・リールを4回TKOで退け王座防衛。
2009年10月10日、イスター・ショウテンとWBO女子初代同級王座を争い、判定勝利。WIBF／WBC王座を防衛するとともにWBO王座獲得。
2010年1月9日、ラモーナ・キューネを6回TKOで退けWBO初防衛。
7月3日、ジャニーヌ・ガーサイドを迎えて防衛戦を行うが、3-0判定で初黒星を喫して王座陥落。
2013年、現役引退

## 戦績
- 32戦 31勝 11KO 1敗

## 獲得タイトル
- WIBFインターコンチネンタルフェザー級王座
- WIBF世界フェザー級王座
- WBC女子世界フェザー級王座
- WBO女子世界フェザー級王座